# Raveland
A Raveland című album Marusha németh techno előadó 1994. június 6-án megjelent első, debütáló albuma.

## Megjelenések
CD  Low Spirit Recordings – 523349-2
1. We Are The Bass (2:00)
2. Trip To Raveland (5:36)
3. Somewhere Over The Rainbow (5:30)
4. Voltage Pulse (4:28)
5. It Takes Me Away (5:01)
6. Girl I House You (4:08)
7. Go Ahead! (5:01)
8. Ravechannel (4:47)
9. Audio Space (4:27)
10. Upside Down (5:16)

### Slágerlista
| Év   | Cím      | Slágerlista | Slágerlista | Slágerlista | Díjak, jelölések |
| Év   | Cím      | GER         | AUT         | SWI         | Díjak, jelölések |
| ---- | -------- | ----------- | ----------- | ----------- | ---------------- |
| 1994 | Raveland | 4           | 31          | 15          |                  |